# Speechless
„Speechless“ је пјесма америчког извођача Мајкла Џексона са његовог десетог студијског албума, „Invincible“ (2001). Пјевач је био инспирисан да напише баладу након што се балонима напуњеним водом гађао са својом дјецом у Њемачкој. При продукцији, Џексон је сарађивао са музичарима као што су Џереми Лабок, Бред Баксер, Ноуви Новокју, Стјуарт Бредли и Брус Сведијен. Андре Крауч и његов госпел хор били су задужени за пратеће вокале.
Надлежни из Џексонове издавачке куће, Епик рекордс, били су задовољни пјесмом када су је одслушали неколико мјесеци прије изласка албума. „Speechless“ је издата као промотивни сингл и различито је оцијењена од стране музичких критичара. Оцјене су се осврнуле на акапелу, стихове и музику. Снимак Џексона на ком изводи „Speechless“ сврстан је на документарни концертни филм Michael Jackson's This Is It, објављен 2009. године.

## Писање и снимање
Џексон је написао „Speechless“ након што се балонима напуњеним водом гађао са својом дјецом у Њемачкој. „“ је била једна од само двије пјесме са албума „Invincible“ написана искључиво од стране Џексона (друга је „The Lost Children“). Џереми Лабок је радио са њим при аранжману и управљању оркестром. Инструменталисти су били Бред Баксер на клавијатурама, Ноуви Новокју и Томас Тејли на виолама. Виолинисте су чинили Питер Кент, Ђина Кронштад, Робин Лоренц, Кирстин Фајф и Џон Витенберг. Пратећи вокали су били Андре Крауч и његов госпел хор.
Пјесму су дигитално обрадили Баксер и Стјуарт Броли а миксовао ју је Брус Сведијен. Сведијен је касније изјавио: „Све са Мајклом јесте посебан тренутак али стварање апсолутно дивног музичког дјела назаног „Speechless“ је био доживљај. Мајкл првих осам тактова пјева акапела. И на крају завршава акапелом, што је била његова идеја.“ Џексон је сматрао пјесму једном од његових омиљених са албума.

## Композиција
Пјесма говори о недостатку ријечи услед заљубљености. Почиње Џексоновим акапела пјевањем и стиховима: „Твоја љубав је магична... али немам ријечи којим бих то описао“ (енгл. Your love is magical... but I have not the words here to explain), које је Рик де Јампер, из дневних новина „Дејтона бич њуз“ (енгл. The Daytona Beach News), назвао милозвучним. Хор пјева стихове: „Без речи, таквог ме чиниш. Иако сам са тобом, ја сам далеко и ништа није стварно.“ (енгл. Speechless, that's how you make me feel. Though I'm with you, I am far away and nothing is for real). Овај дио је иначе и рефрен.
Према сајту Musicnotes.com, „Speechless“ је ритам и блуз, поп и соул балада. Умјереног је темпа од осамдесет откуцаја у минуту. Пјесма је компонована у ха-дуру а Џексонов вокал је распона од F3 до C#5.

## Пост-продукција и издање
У јуну 2001. године, неколико мјесеци прије изласка албума „Invincible“, „Speechless“ је била међу неколико других пјесама које су ексклузивно приказане надлежнима из Џексонове издавачке куће, Епик Рекордс. Те остале пјесме биле су „Unbreakable“, „The Lost Children“, „Whatever Happens“, „Break of Dawn“, „Heaven Can Wait“ и „Privacy“, и све су се нашле на албуму. Роџер Фридмен, „Фокс њуз“ (енгл. Fox News), извијестио је да су се запосленима допали прегледани снимци. Директор Епик рекордса, Дејв Глу, изјавио је: „Изврсно је и невјероватно. Мајкл пјева боље него икад. Баладе! Баладе су прелијепе и све су ту.“ „Speechless“ је исте године издата као промотивни сингл. Ремиксована верзија пјесме „You Rock My World“ на којој се појављује репер Џеј-Зи, послужила је као Б-страна сингла. Након Џексонове смрти, снимак на ком извођач пјева „Speechless“ објављен је у склопу „Michael Jackson's This Is It“, комерцијално успјешног документарног концертног филма који се бави његовим припремама за концерте у Лондону.

## Критички пријем
„Speechless“ је различито оцијењена од стране музичких критичара. Крег Симор сматра да је ово једина пјесма са албума у којој је Џексон успјешно „посјетио“ свој материјал из прошлости. Додао је да га подсјећа на хит сингл из 1995, „You Are Not Alone“, и да му звучи као комад написан од стране Ар Келија, који је и написао поменути хит. Џим Дерогатис описао је баладу прелијепом, искреном и романтичном. Роџер Кетлин је изјавио да пјесма музички нагиње ка неогоспелу. „Њујорк пост“ (енгл. New York Post) је објавио да је „Speechless“ допадљива успаванка и најбоља пјесма на албуму док је Џон Перлес похвалио Џексонову композицију и хор. Такође је истакао да би балада могла бити посвећена Богу.
Музички поп критичар, Роберт Хилбурн, описао је „Speechless“ и још једну пјесму са албума („Butterflies“) својственим као и њихове наслове. Бен Рајнер је изјавио да је „Speechless“ сама довољна да натјера особу да пожели да Џексон више не изусти никакав звук. Дастин Сејберт разочаран издањем назвао га је смећем а „Форт ворт стар телеграм“ (енгл. Fort Worth Star-Telegram) једном од горих пјесама са албума. Елиот Силвестер сматра да је „Speechless“ типична Џексонова пјесма. Тор Кристенсен је рекао да је Џексон продуцирао „Speechless“ бомбастично у стилу Селин Дион. Додао је да ју Џексон емотивно завршава и направио је паралелу са пјевачевим синглом из 1972, „Ben“.
Вон Вотсон је похвалио „Speechless“ као најбољу пјесму, и једну од најфинијих Џексонових. Рекао је да је њом музичар открио бол који изазива изолација. У оцјени албума, „Вичита игл“ (енгл. The Wichita Eagle) је истакао да су „Speechless“, „Don't Walk Away“ и „Cry“ међу искреним баладама у којим је Џексон карактеристичан. Ада Андерсон сматра да је „Speechless“ могла бити популарна пјесма док „Саут Флорида сан сентинел“ (енгл. South Florida Sun- Sentinel) каже да балада изискује времена да би се навикло на њу. Рон Ролинс ју је описао као лијепом љубавном пјесмом. Критичар Кевин Џонсон мисли да је „Speechless“ једна од Џексонових типичних и шапутљивих балада. „Олимпијан“ (енгл. The Olympian) је оцијенио да се ради о дивној пјесми.

## Особље
- Текстописац, композитор, продуцент и водећи вокал: Мајкл Џексон
- Аранжери и управљачи оркестра: Мајкл Џексон и Џереми Лабок
- Клавијатуре: Бред Баксер
- Виола: Ноуви Новокју и Томас Толи
- Виолина: Питер Кент, Ђина Кронштат, Робин Лоренц, Кирстин Фајф и Џон Витенберг